# Six pack (Gary Burton)
Six pack is een studioalbum van Gary Burton and friends. Gary Burton ging voor dit album de Power Studios te New York in om met muzikale vrienden (die van track tot track wisselen) dit album op te nemen. De basis werd gelegd in de Triad Studios te Seattle op 10 oktober 1991 om vervolgens het karwei in vijf dagen in New York te klaren. Burton trad tevens op als muziekproducent voor de tracks Six pack en Double Guatemala geholpen door Pat Metheny en Will Lee. 

## Musici
- Gary Burton – vibrafoon
- Jack DeJohnette – slagwerk (behalve 8 en 12)
- Kurt Rosenwinkel – gitaar (1, 9)
- Bob Berg – tenorsaxofoon (1, 2, 3, 4, 6, 9)
- Larry Goldings - toetsinstrumenten (1, 3, 4, 5, 7, 9)
- Steve Swallow – basgitaar (1, 3, 4, 5, 7, 9, 10,11)
- B.B. King - gitaar (2, 6)
- John Scofield – gitaar (2, 3, 4, 6)
- Will Lee – basgitaar (2, 6)
- Mulgrew Miller – toetsinstrumenten (3, 4, 5, 7, 9, 10, 11)
- Kevin Eubanks – gitaar (5)
- Paul Schafer – toetsinstrumenten (6)
- Jim Hall – gitaar (7, 10, 11)
- Ralph Towner – gitaar (8,12)

## Muziek
| Nr. | Titel                                                  | Duur |
| --- | ------------------------------------------------------ | ---- |
| 1.  | Anthem (Mitchel Forman)                                | 5:09 |
| 2.  | Six pack (Gary Burton)                                 | 6:18 |
| 3.  | Summertime (George Gershwin, arr. Tommy Kamp)          | 5:40 |
| 4.  | Jack’s theme (Dave Grusin, arr. Tommy Kamp)            | 6:12 |
| 5.  | Lost numbers (Mitchel Forman)                          | 4:26 |
| 6.  | Double Guatemala (Pat Metheny)                         | 6:09 |
| 7.  | Asphodel (Dave Clark)                                  | 6:04 |
| 8.  | Redial (Ralph Towner)                                  | 3:34 |
| 9.  | Invitation (Branislaw Kaper, arr. Gary Burton)         | 6:50 |
| 10. | My funny Valentine (Richard Rodgers, arr. Gary Burton) | 6:07 |
| 11. | Something special (Jim Hall)                           | 5:42 |
| 12. | Guitarre picante (Ralph Towner)                        | 4:56 |